# Pictolejeunea picta
Pictolejeunea picta är en bladmossart som först beskrevs av Carl Moritz Gottsche och Franz Stephani, och fick sitt nu gällande namn av Riclef Grolle. Pictolejeunea picta ingår i släktet Pictolejeunea och familjen Lejeuneaceae. Inga underarter finns listade i Catalogue of Life.